# Byrrhinus testaceicornis
Byrrhinus testaceicornis är en skalbaggsart som först beskrevs av Maurice Pic 1923.  Byrrhinus testaceicornis ingår i släktet Byrrhinus och familjen lerstrandbaggar. Inga underarter finns listade i Catalogue of Life.